# 阿利亞航空1525號班機空難
2009年7月24日，阿利亞航空1525號班機的伊留申IL-62M（註冊編號UP-I6208）于伊朗馬什哈德的馬什哈德國際機場降落時發生意外，17人身亡，包括CEO Mehdi Dadpei。其餘136逃出，但其中19人受傷。